# Врубова машина

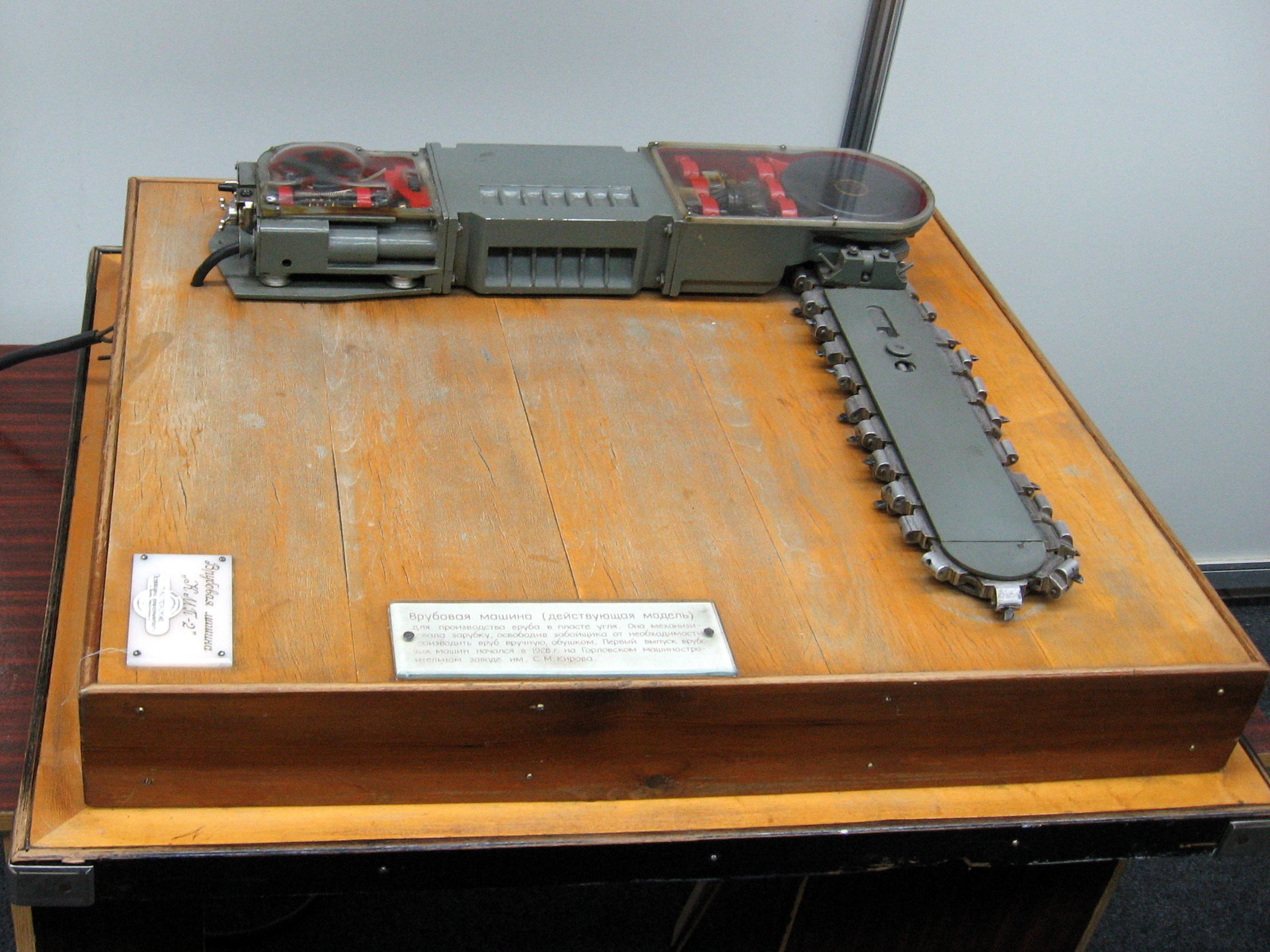
Макет врубмашини

Врубова машина — гірнича машина, призначена для створення врубу (щілини) в масиві корисної копалини (вугілля, горючого сланцю, солі, ракушечника, туфу тощо) з метою полегшення подальшої його виїмки. Може працювати в умовах пологих, похилих і крутих пластів.

## З історії
Перша В.м. виготовлена у Великій Британії в 1852 р.
В Україні у 1927 р.на Горлівському машинобудівному заводі ім. Кірова була випущена перша електрична врубова машина ДЛ (Донецька легка).

## Конструкція і принцип дії
Конструкція В.м. складається з виконавчого органу (бару, штанги), трансмісії, механізму подачі (переміщення) і електро- або пневмодвигуна.
В основу класифікації В.м. покладено тип виконавч. органу, різновид енергії, спосіб подачі та регулювання швидкості подачі.
Осн. типи В.м.:
- поперечно-барова,
- поздовжньо-барова,
- поворотно-барова,
- універсальна.

Сучасна В.м. (наприклад, «Урал-33») має гідравліч. механізм подачі, що дозволяє здійснювати плавне регулювання швидкості подачі від 0 до 8 м/хв. В.м. можуть застосовуватися як на підготовчих, так і на очисних роботах при багатоопераційній технології виїмки, що включає операції: зарубку, буріння шпурів, вибухову відбійку і розпушення к.к., навалку його на вибійний конвеєр або у вагонетки. Застосування гірн. комбайнів обмежило область використання В.м. На основі барових В.м. створені навалювальні машини, врубово-навалювальні машини і перші конструкції вугільних комбайнів. Найпоширеніші врубові машини з баром, що переміщується вздовж вибою переважно за допомогою канату, який намотується на барабан подавальної частини. Застосовують врубові машини головним чином для видобування міцного і в'язкого вугілля.